# Back for My Life
Back for My Life – pierwszy minialbum zespołu Masterplan wydany 29 listopada 2004.

## Lista utworów
1. Back for My Life – wersja radiowa
2. Crimson Rider
3. Love Is a rock
4. Killing Time
5. Killin Time – wersja instrumentalna
6. Back for My Life – wersja albumowa